# Cela (Bueu)
Cela (llamada oficialmente Santa María de Cela) es una parroquia del municipio español de Bueu, en la provincia de Pontevedra, Galicia.

## Toponimia
La parroquia también es conocida por el nombre de Santa María P. de Cela.

## Historia
Hacia mediados del siglo XIX, el lugar, por entonces referido como una feligresía, tenía contabilizada una población de 1700 habitantes. Aparece descrito en el sexto volumen del Diccionario geográfico-estadístico-histórico de España y sus posesiones de Ultramar de Pascual Madoz con las siguientes palabras:

CELA (Sta. Maria): felig. en la prov. y part. jud. de Pontevedra (3 leg.), dióc. de Santiago (11), ayunt. de Bueu (3/4): sit. á orillas de la Ria de Pontevedra en terreno quebrado y desigual, formado por 3 vertientes ó arroyos que conlfuyen en la espresada ria. La combaten en invierno los aires del S. y NO., y durante el estio los del N. y NO., los cuales hacen el clima templado, y que no se padezcan otras enfermedades comunes que algunos dolores de costado. Comprende ademas del l. de su nombre, los barrios de Antepaso, Beloso, Burgo, Cabreira, Castiñanes, Castrelo, Costiña, Fazañas, Gandara, Iglesario, Murraus, Outeiro, Paradela, Pena, Pousada, Rio, Sabarigo, Souto y Torre, que reunen 350 casas, y una escuela de primeras letras, frecuentada por 40 niños. La igl. parr. dedicada á Sta. Maria, está servida por un cura de provision ordinaria en concurso. Dentro de la parr. y á la dist. de 1/4 de leg., existen 2 ermitas que son: la de San Lorenzo á la parte del E., y la de Ntra. Sra. del Portal al O. Confina el térm. N. ria de Pontevedra; E. felig. de Ardan: S con la de Moaña, y O. con las de Hermelo y Bueu. El terreno es bastante fértil y húmedo por los muchos manantiales, de los que se forman los 3 arroyos referidos, cuyas aguas utilizan los vecinos para sus usos domésticos y para dar impulso á 8 molinos harineros. En la parte inculta del N. y S. del mismo, se crian abundantes retamas y tojos que sirven para combustible y otros objetos, y en la de labor algunos castaños y viñedo. Los caminos son locales y en mal estado por la abundancia de aguas, cruzando por las orillas de la espresada ria la carretera que desde la cap. de la prov. dirige á la v. de Cangas. El correo se recibe en la de Marin 3 veeces á la semana. prod.: pcoo trigo y centeno, maiz, vino, habichuelas, lino, algun cáñamo y castañas de inferior calidad; se cria el ganado vacuno preciso para las labores y algun lanar; hay caza de conejos y perdices, y pesca de sarina, pulpo, besugo, congrio y otros mariscos, en la cual se ocupa una gran parte del vecindario. pobl.: 350 vec., 1,700 almas. contr. con su ayunt. (V.)
(Madoz, 1847, p. 293)

## Organización territorial
La parroquia está formada por diecinueve entidades de población:
- Agrelo
- Antepazo[9]
- A Cabreira
- A Costiña
- A Fonte Alta
- A Pena
- As Castiñáns
- A Torre
- Castrelo
- Gándara
- Igrexario
- Murráns
- O Beloso
- O Burgo
- O Río
- O Souto
- Paradela
- Pousada
- Sabarigo

## Demografía
| Gráfica de evolución demográfica de Cela entre 2000 y 2023 |
|                                                            |
| Datos según el nomenclátor publicado por el INE.           |

## Patrimonio
- Iglesia de Santa María.[8]